# Kanibe
Este apellido de Kanibe, Canive, Canibe, Cañibe o Cañive, de todas estas formas escrito a lo largo del tiempo. 

## Origen
La casa solar de este linaje se hallaba en el lugar de Entrambasaguas (documentado allí en padrones de nobleza año 1642),  perteneciente al histórico Valle de Mena (Burgos). Posteriormente pasaron sus descendientes a establecerse en diferentes lugares de Álava y Vizcaya, Así les encontramos en Llanteno (1681), Arzeniega (1707), Herbi (1801), Retes de Llanteno (1827), Bilbao y otros puntos de las Encartaciones. Hallamos documentado este apellido por dos pleitos que sobre hidalguía y nobleza litigaron ante la sala de los hijosdalgo de la real chancillería de Valladolid los caballeros Gaspar Antonio de Canive y Marure, vecino de Menamayor, donde nació el 14 de mayo de 1713 (hijo de Gaspar Canive y de Maria de Marure); y Lorenzo Ignacio de Canive y Verno, vecino de Artieta, también en el mismo valle, y nació allí el 13 de abril de 1707 (hijo de Antonio Canive y de Catalina de Verno), ambos con real provisión de hidalguía fechada en 28 de mayo de 1738 y 22 de abril de 1741, respectivamente, descendientes de la casa solar en Entrambasaguas. Otra prueba de nobleza nos ofrece doña Benita Canive Ribacoba Partearroyo y Quintana, bautizada en Arceniega, en Álava, el 21 de marzo de 1785 (originaria por su apellido de Arceniega), quien obtuvo Real licencia para contraer matrimonio con el Subteniente de Infantería don José de Ansa y Espinal.

## Escudo
Usan por armas los de este linaje: En campo de azur, tres castillos de oro, bien ordenados es decir, dos y uno.

## El apellido en la actualidad
Según datos del INE (2010), la distribución de los apellidos son:
- Kanibe

menos de 5 personas
- Canive

| Provincia  | Apellido 1º | Apellido 1º | Apellido 1º | Apellido 1º | Ambos | Ambos |
| Provincia  | Total       | %           | Total       | %           | Total | %     |
| ÁLAVA      | 31          | 22,46       | 25          | 25,25       | -     | -     |
| CORUÑA (A) | 32          | 23,19       | 28          | 28,28       | -     | -     |
| MADRID     | 17          | 12,32       | 11          | 11,11       | -     | -     |
| CANTABRIA  | 12          | 8,7         | 6           | 6,06        | -     | -     |
| VIZCAYA    | 39          | 28,26       | 23          | 23,23       | -     | -     |
| RESTO      | 7           | 5,07        | 6           | 6,06        | 0     | 0     |
| TOTAL      | 138         | 100         | 99          | 100         | 0     | 0     |

- Canibe

| Provincia  | Apellido 1º | Apellido 1º | Apellido 1º | Apellido 1º | Ambos | Ambos |
| Provincia  | Total       | %           | Total       | %           | Total | %     |
| ÁLAVA      | 20          | 16,81       | -           | -           | -     | -     |
| CORUÑA (A) | 37          | 31,09       | 29          | 31,18       | -     | -     |
| MADRID     | 8           | 6,72        | -           | -           | -     | -     |
| VIZCAYA    | 45          | 37,82       | 47          | 50,54       | -     | -     |
| RESTO      | 9           | 7,56        | 17          | 18,28       | 0     | 0     |
| TOTAL      | 119         | 100         | 93          | 100         | 0     | 0     |

- Cañive

| Provincia | Apellido 1º | Apellido 1º | Apellido 1º | Apellido 1º | Ambos | Ambos |
| Provincia | Total       | %           | Total       | %           | Total | %     |
| VIZCAYA   | 5           | 55,56       | 8           | 61,54       | -     | -     |
| RESTO     | 4           | 44,44       | 5           | 38,46       | 0     | 0     |
| TOTAL     | 9           | 100         | 13          | 100         | 0     | 0     |

- Cañibe

| Provincia | Apellido 1º | Apellido 1º | Apellido 1º | Apellido 1º | Ambos | Ambos |
| Provincia | Total       | %           | Total       | %           | Total | %     |
| VIZCAYA   | -           | -           | 8           | 80          | -     | -     |
| RESTO     | 2           | 100         | 2           | 20          | 0     | 0     |
| TOTAL     | 2           | 100         | 10          | 100         | 0     | 0     |